# Hoa đồ
Hoa đồ hay sơ đồ hoa (tiếng Anh: floral diagram) được định nghĩa là hình chiếu của hoa vuông góc với trục của nó. Hoa đồ là sơ đồ mặt cắt của một hoa, thường là hoa nụ, đại diện đồ họa của cấu trúc hoa bằng các biểu tượng tương ứng. Nó trình bày một cách tương đối số lượng các cơ quan của hoa, hình dạng, sự sắp xếp và hợp nhất của chúng. Hoa đồ rất hữu ích để nhận dạng hoa hoặc tìm hiểu được sự tiến hóa của thực vật hạt kín. Khái niệm này được giới thiệu vào cuối thế kỷ 19 và thường được quy cho A.W. Eichler là tác giả.
Cùng với hoa thức, hoa đồ được dùng để nghiên cứu hình thái của của loài hoa đang được minh họa.

## Lịch sử
Vào thế kỷ 19, có hai phương pháp mô tả hoa được giới thiệu đồng thời: hoa thức (mô tả hoa bằng kí hiệu, chữ cái và số) và hoa đồ (mô tả hoa bằng hình ảnh). Hoa đồ được cho là đề xuất bởi A.W. Eichler, trong tác phẩm nổi tiếng của ông Blüthendiagramme (1875, 1878). Tác phẩm này đến nay vẫn là một nguồn thông tin có giá trị về hình thái hoa. Eichler đã truyền cảm hứng cho thế hệ các nhà khoa học sau này, bao gồm cả John Henry Schaffner. Hoa đồ được sử dụng trong nhiều tác phẩm, ví dụ như Types of Floral Mechanism của Church (1908). Chúng cũng được sử dụng trong các sách giáo khoa khác nhau, ví dụ như Organogenesis of Flowers của Sattler (1973), Botanische Bestimmungsübungen của Stützel (2006) hoặc Plant Systematics của Simpson (2010). Tác phẩm Floral Diagrams (2010) của Ronse De Craene sử dụng cách tiếp cận của Eichler bằng cách sử dụng hệ thống APG II đương đại.

## Đặc điểm cơ bản và ý nghĩa

Hoa đồ của Aesculus hippocastanum cho thấy hướng của mặt phẳng đối xứng (mũi tên đứt nét).

Hoa đồ thường hiển thị số các thành phần của hoa, kích thước, hình dạng, vị trí tương đối và sự liên hệ của chúng với các thành phần khác trong hoa. Các cơ quan khác nhau được thể hiện bằng các biểu tượng khác nhau tương ứng, có thể đồng nhất cho một loại cơ quan, hoặc có thể khác nhau để phản ánh hình thái cụ thể. Một số biểu tượng trên hoa đồ không đại diện cho cấu trúc vật lý, nhưng mang thông tin bổ sung (ví dụ như hướng mặt phẳng đối xứng).
Hoa đồ có thể mô tả quá trình phát triển của hoa, hoặc có thể hiển thị các mối quan hệ tiến hóa. Chúng cũng được dùng để cho thấy khái quát cấu trúc hoa điển hình của một đơn vị phân loại:37 hoặc biểu diễn (một phần) cụm hoa.
Ngoài ra hoa đồ còn dùng để nhận dạng hoa hoặc so sánh giữa các loài thực vật hạt kín. Các nhà cổ sinh vật học có thể tận dụng các sơ đồ để tái tạo hoa hóa thạch. Hoa đồ cũng có giá trị mô phạm.:xiii
Không có quy định chuẩn chung về cách vẽ hoa đồ, nó phụ thuộc vào tác giả. Nếu được biểu diễn tốt, một lượng thông tin đáng kể có thể thu được từ hoa đồ.

Sự tương ứng của các thành phần hoa Campanula medium với hoa đồ. Hoa đồ cũng cho thấy sự xen kẽ (một phần) của các vòng thành phần với nhau. Đường đứt nét màu đen cho thấy mặt cắt ngang. 1 - vị trí của trục hoa (cành mang hoa); 2 - mặt cắt ngang qua hoa bên; 3 - lá bắc con; 4 - lá bắc.

## Sự định hướng
Hoa đồ thường được thể hiện với lá bắc bên dưới và trục phía trên hoa, dọc theo đường đối xứng. Trục hoa tương ứng với vị trí của thân chính so với hoa.:12 Khi hoa tận cùng của cụm hoa hữu hạn được mô tả, trục không có mặt và do đó không được hiển thị. Nếu lá bắc con có mặt trong cụm hoa, thường được vẽ trên hoa đồ.
Các thành phần của hoa (đài, tràng, nhị, nhụy) thường sắp xếp thành vòng và có sự xen kẽ giữa các vòng (một số vòng hoặc toàn bộ hoa, không tính lá bắc hoặc vòng đài phụ) để thuận tiện khi hoa nở. Hoa đồ cũng phải thể hiện được tính chất này, ví dụ tính xen kẽ trong hoa đồ của loài Campanula medium: vòng đài gọi là "xen kẽ" với lá bắc, còn vòng tràng tiếp theo gọi là "đối diện" với lá bắc, sau đó là vòng nhị lại "xen kẽ" với lá bắc/vòng tràng. Xem xét sự xen kẽ trên hoa đồ có thể giúp chúng ta nhận ra (ở một số hoa) có vòng nào tiêu giảm hay không, ví dụ ở hoa Dâm bụt có 1 vòng nhị tiêu giảm.

## Biểu tượng trong hoa đồ
Không chỉ thông tin có trong các hoa đồ, mà cả sự xuất hiện của các biểu tượng mang thông tin thường khác nhau giữa các tác giả. Xem xét nhiều tác phẩm mới kết hợp một cái nhìn tổng quan về các biểu tượng được sử dụng.

### Lá bắc, lá bắc con và trục hoa
Lá bắc và lá bắc con thường được hiển thị với hình vòng cung. Trong Floral Diagrams của Ronse De Craene, chúng luôn có một màu đen và một hình tam giác nhỏ ở phía bên ngoài (đại diện cho gân lá) để phân biệt chúng với đài và tràng hoa. Trong Blüthendiagramme của Eichler, hình dạng của chúng thay đổi giữa các sơ đồ. 
| Ronse De Craene | Eichler         |
| --------------- | --------------- |
| không khung     | Không nhất quán |

Trục hoa được hiển thị dưới dạng vòng tròn màu đen trong Floral Diagrams. Khi mô tả cụm hoa, vị trí thân chính của cụm được minh họa bằng một vòng tròn gạch chéo. Mô tả của Eichler về trục hoa xen kẽ giữa các sơ đồ. 
|                            | Ronse De Craene | Eichler         |
| -------------------------- | --------------- | --------------- |
| Trục của hoa đơn           | không khung     | Không nhất quán |
| Thân chính của một cụm hoa | không khung     | Không nhất quán |

### Bao hoa
Phần bao hoa gồm đài hoa và tràng hoa, cũng có thể không phân hóa, được hiển thị bằng hình vòng cung. Chúng có thể được kí hiệu tùy loại. Trong Blüthendiagramme, cánh đài thường có màu trắng với nét đen, lá đài được nở và lá tràng có màu đen. Ronse De Craene ngụ ý rằng đôi khi không thể phân loại các cơ quan, tác giả thể hiện bộ phận nào màu xanh lá cây có kí hiệu màu đen và các bộ phận có sắc tố có kí hiệu là màu trắng. Tiền khai hoa phải được hiển thị chính xác trong hoa đồ. 
| Ronse De Craene                                                           | Eichler                                            |
| ------------------------------------------------------------------------- | -------------------------------------------------- |
| cho lá đài hoặc cánh hoa phía ngoài cho lá tràng hoặc cánh hoa phía trong | cho bao hoa không phân hóa cho lá đài cho lá tràng |

### Bộ nhị
Nhị hoa được thể hiện bằng một mặt cắt ngang qua bao phấn. Trong trường hợp có nhiều nhị hoa trong hoa, chúng có thể được đơn giản hóa và vẽ thành hình tròn. Nhị lép có một vòng tròn nhỏ màu đen bên trong hoặc được tô màu đen trong Floral Diagrams, Eichler cũng lấp đầy chúng bằng màu đen. Hướng mở của bao phấn cũng được thể hiện bằng hướng của biểu tượng. 
|                 | Ronse De Craene | Eichler     |             |
| --------------- | --------------- | ----------- | ----------- |
| Nhị bình thường | hoặc            | không khung | không khung |
| Nhị lép         | hoặc            | không khung |             |

### Bộ nhụy
Nhụy hoa được hiển thị dưới dạng mặt cắt của bầu ngụy. Vị trí bầu nhụy so với đế hoa được làm nổi bật bởi các hình tam giác nhỏ trong Floral Diagrams, tuy nhiên kí hiệu vị trí bầu nhụy thường không thể hiện trên hoa đồ mà được bổ sung bằng hoa thức. Ronse De Craene thể hiện noãn bằng hình màu trắng, kết hợp hình thái noãn và cho thấy cách đính noãn. Vách bầu nhụy và trung trụ thường được kí hiệu bằng cách gạch chéo hoặc tô đen.
|          | Ronse De Craene | Eichler     |
| -------- | --------------- | ----------- |
| Bầu trên | không khung     | không khung |
| Bầu dưới | không khung     | không khung |
| Bầu giữa | không khung     | không khung |

### Khác
Sự kết hợp có thể được hiển thị trong hoa đồ bằng các đường liền nét nối giữa các cơ quan. Bao hoa tiêu giảm hoặc lá bắc/lá bắc con tiêu giảm có thể thể hiển thị bằng biểu tượng có nét đứt. Sự vặn ngược (thường là 180°) của hoa khi nở so với nụ hoa có thể được minh họa bằng một mũi tên cong. Có thể thể hiện hướng của mặt phẳng đối xứng bằng một mũi tên lớn đứt nét kéo dài xuyên qua hoa đồ (xem hoa đồ của Aesculus hippocastanum bên trên). Các bộ phận hoa có thể được kèm theo số để hiển thị tiền khai hoa (trình tự khởi tạo) của chúng.
Các thành phần bị tiêu giảm hoặc lép có thể được biểu diễn bằng chữ (X) hoặc bằng một ngôi sao (✶) trên hoa đồ. Nếu hoa bị tiêu giảm cả một vòng thì biểu diễn vòng đó bằng các đường đứt nét.

## Hoa đồ và hoa thức
Mỗi khái niệm trong hai khái niệm này có các ưu điểm riêng trong việc thể hiện một số thông tin. Hoa thức thể hiện bao quát hình dạng hoa, số lượng, vị trí các thành phần hoa và sự kết hợp của chúng, vị trí của bầu nhụy so với đài hoa, nhưng không cho biết tiền khai hoa, mối quan hệ giữa các cơ quan hoa hay cách đính noãn, vì vậy được bổ sung bằng hoa đồ. Prenner và cộng sự xem chúng là phương pháp bổ sung cho nhau và nói rằng chúng tạo ra một bông hoa "nhận dạng được" khi sử dụng cùng nhau.:248 Ronse De Craene cũng chấp thuận việc sử dụng kết hợp cả hai để mô tả hoa.:xiii

## Ví dụ
| |                                                                                         | |
| |                                                                                         | |
| Hoa đồ cụm hoa của Cacao Theobroma cacao (theo Ronse De Craene). Hoa thức: ✶ ⚥ K5 C5 A(5°+5²) G(5) | Hoa đồ của Lê châu Âu Pyrus communis (theo Eichler). Hoa thức: ✳ ⚥ K(5) C5 A10+5+5 G(4) | Hoa đồ của Súng trắng châu Âu Nymphaea alba (theo Ronse De Craene). Hoa thức: ✶ ⚥ K2+2 C4+8+4+4+8 A∞ G14–18 |